# Malesherbia paniculata
Malesherbia paniculata är en passionsblomsväxtart som beskrevs av David Don. Malesherbia paniculata ingår i släktet Malesherbia och familjen passionsblomsväxter. Inga underarter finns listade i Catalogue of Life.